# 瓦拉馬拉山
瓦拉馬拉山，是阿爾巴尼亞的山峰，位於該國東南部，處於格蘭什區、波格拉德茨區和科赤區邊境，每年平均降雨量1,298毫米，海拔高度2,373米。